# Llista de peixos d'Alemanya

Localització d'Alemanya a Europa

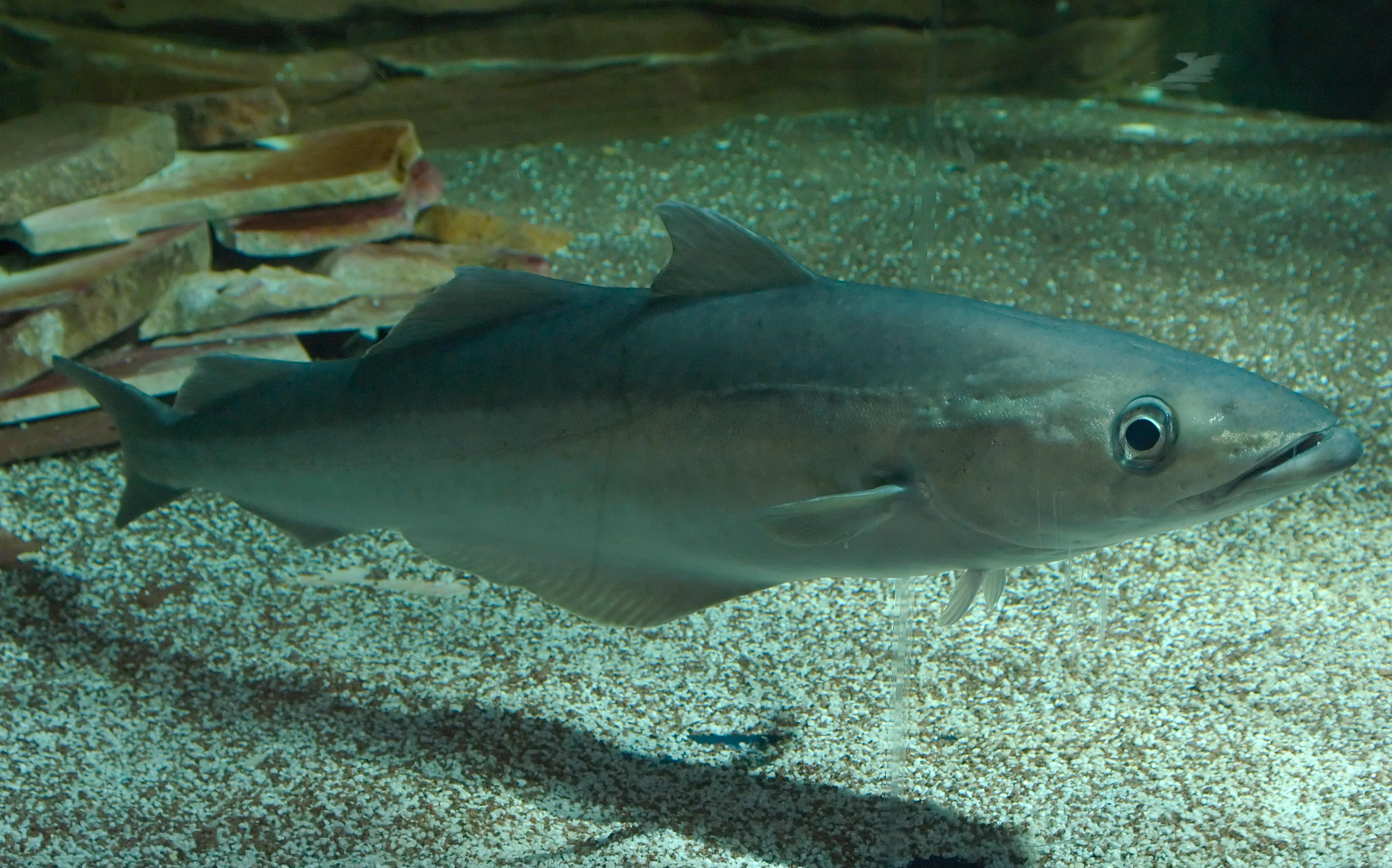
Abadejo (Pollachius pollachius)

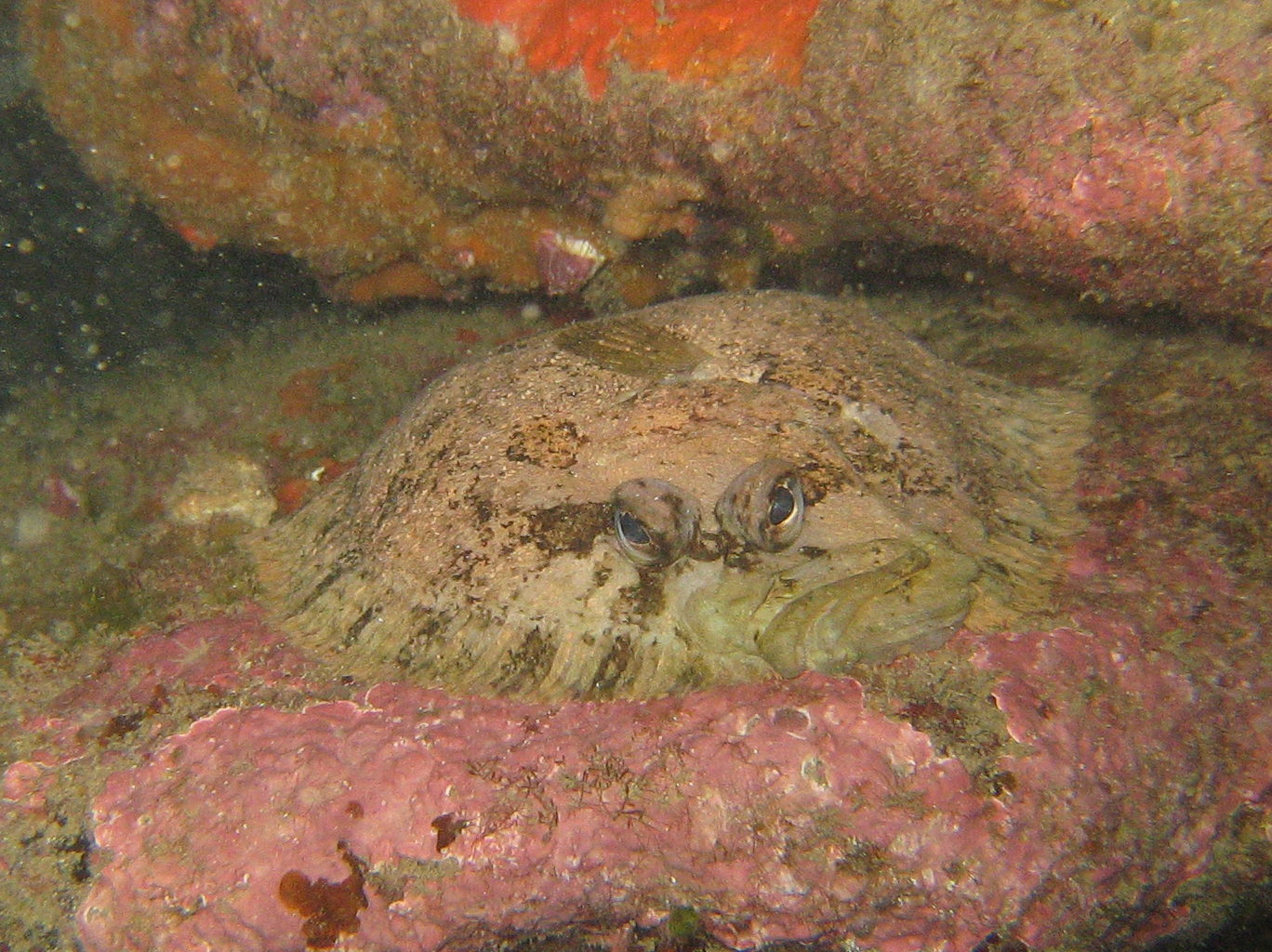
Rèmol de roca (Zeugopterus punctatus)

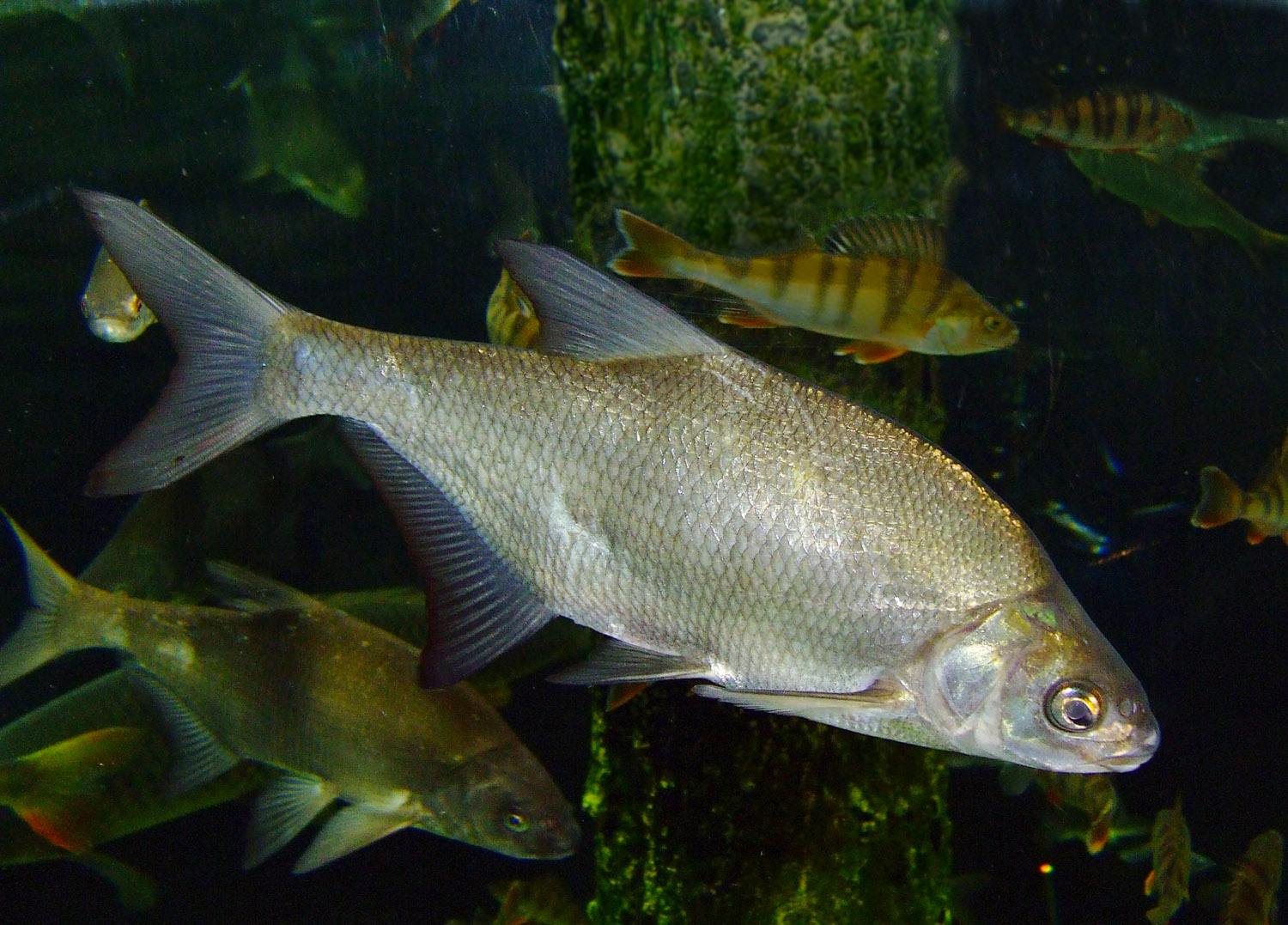
Brema (Abramis brama)

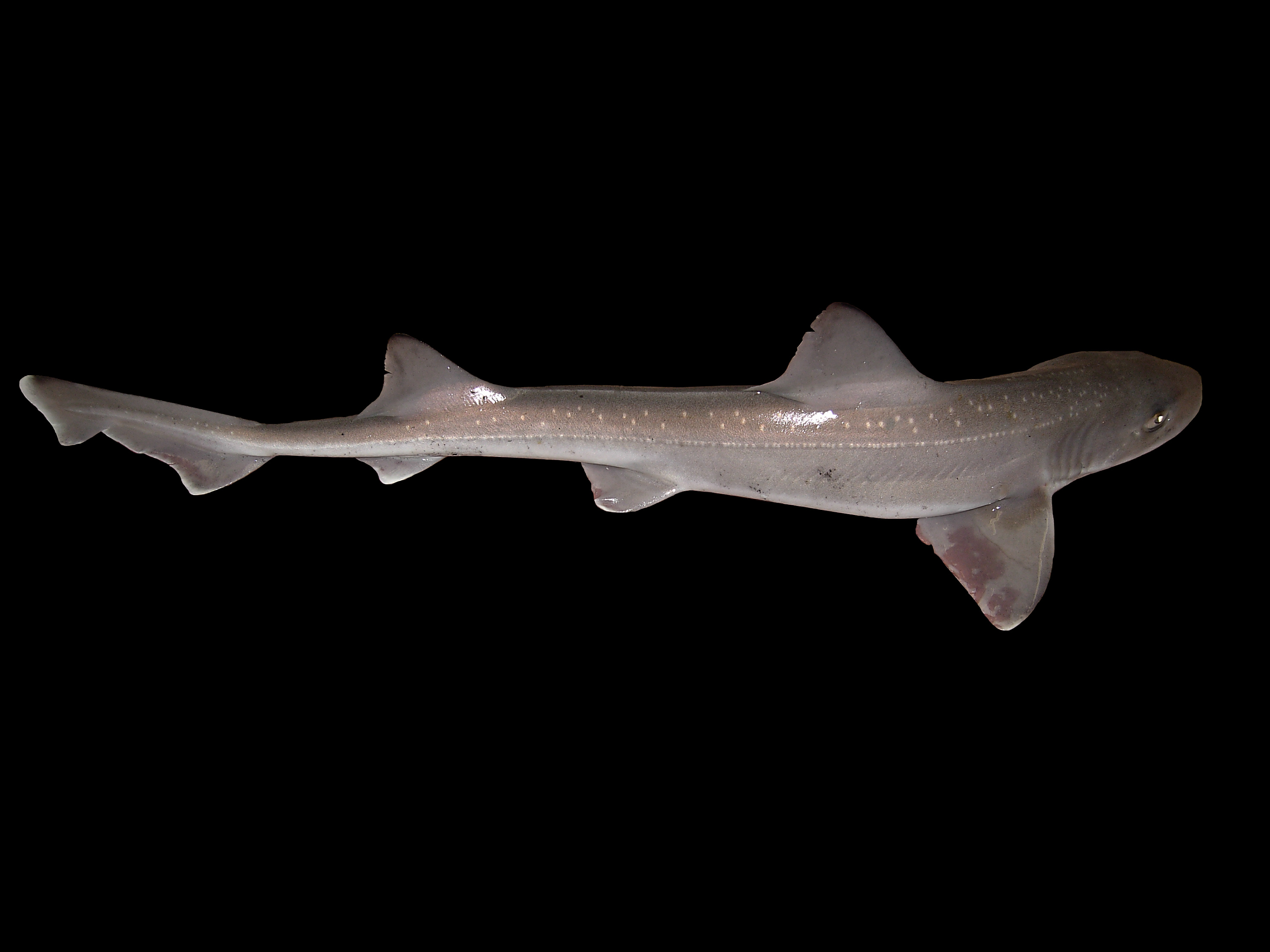
Mussola gravatja (Mustelus asterias)

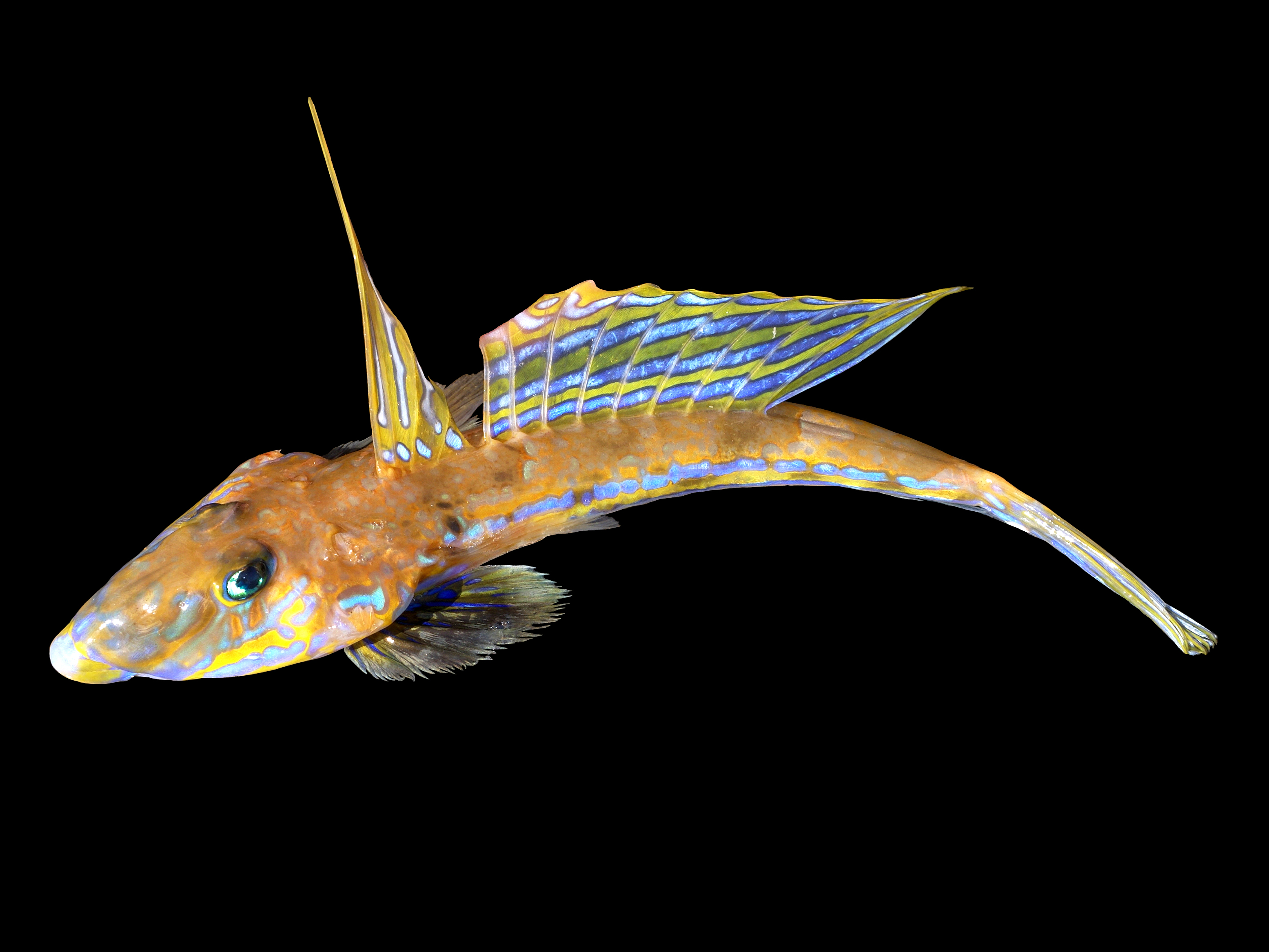
Dragó lira (Callionymus lyra)

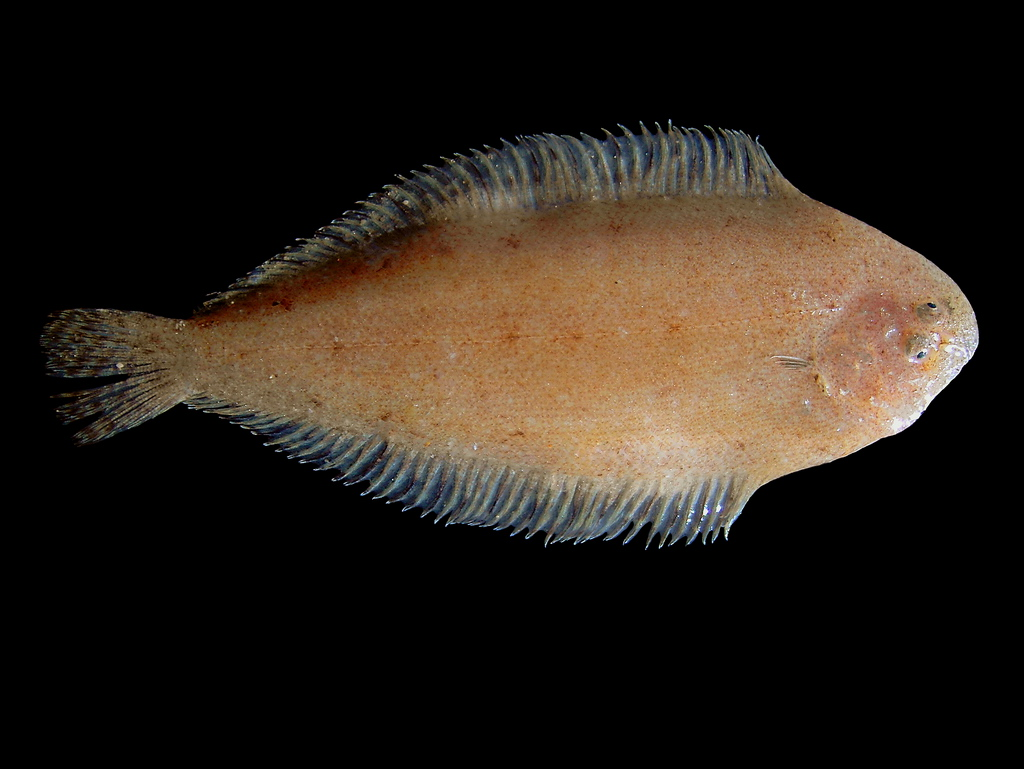
Palaí xic (Buglossidium luteum)

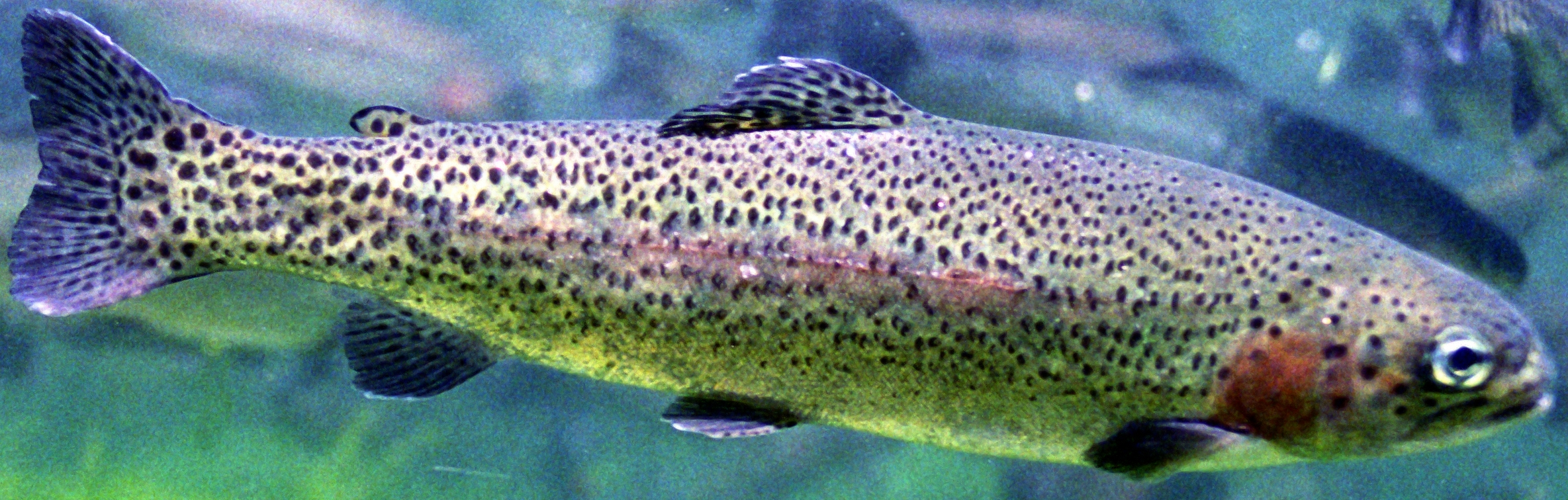
Truita arc de Sant Martí (Oncorhynchus mykiss)

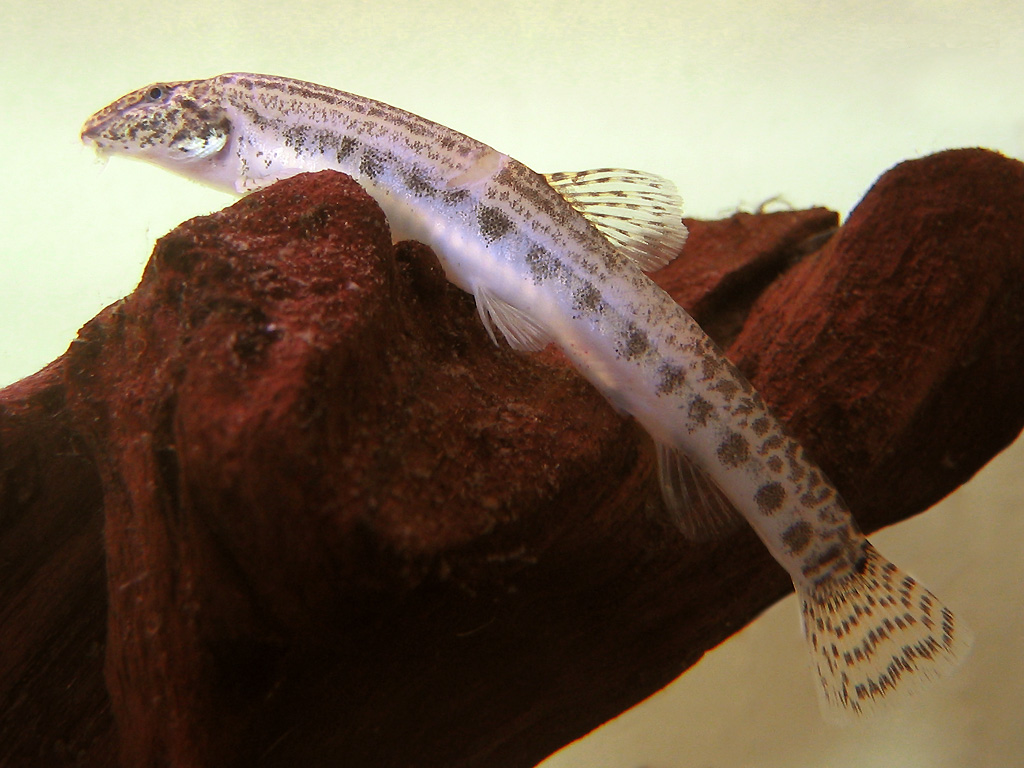
Gatet (Cobitis taenia)

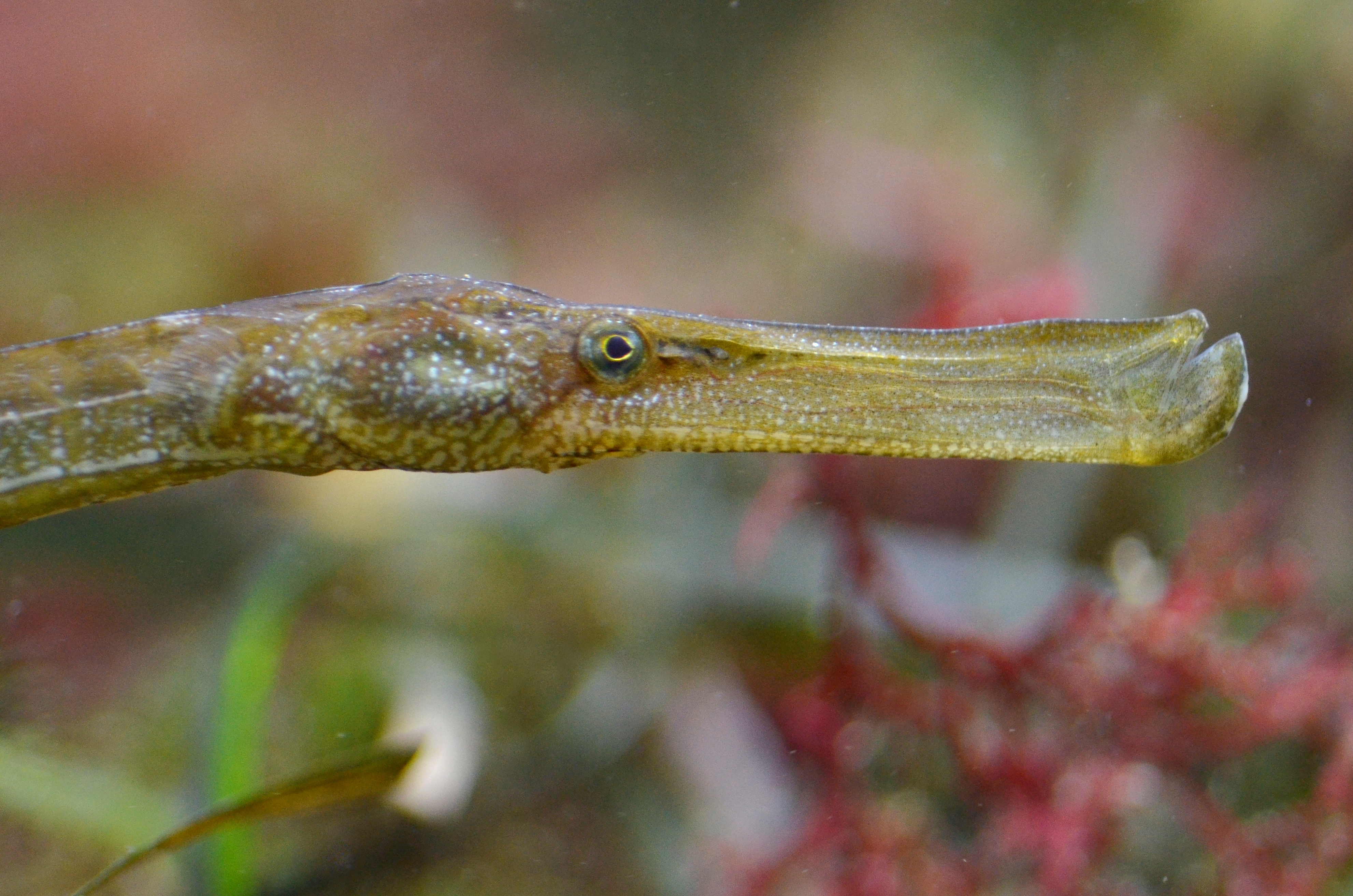
Serpentí (Syngnathus typhle)

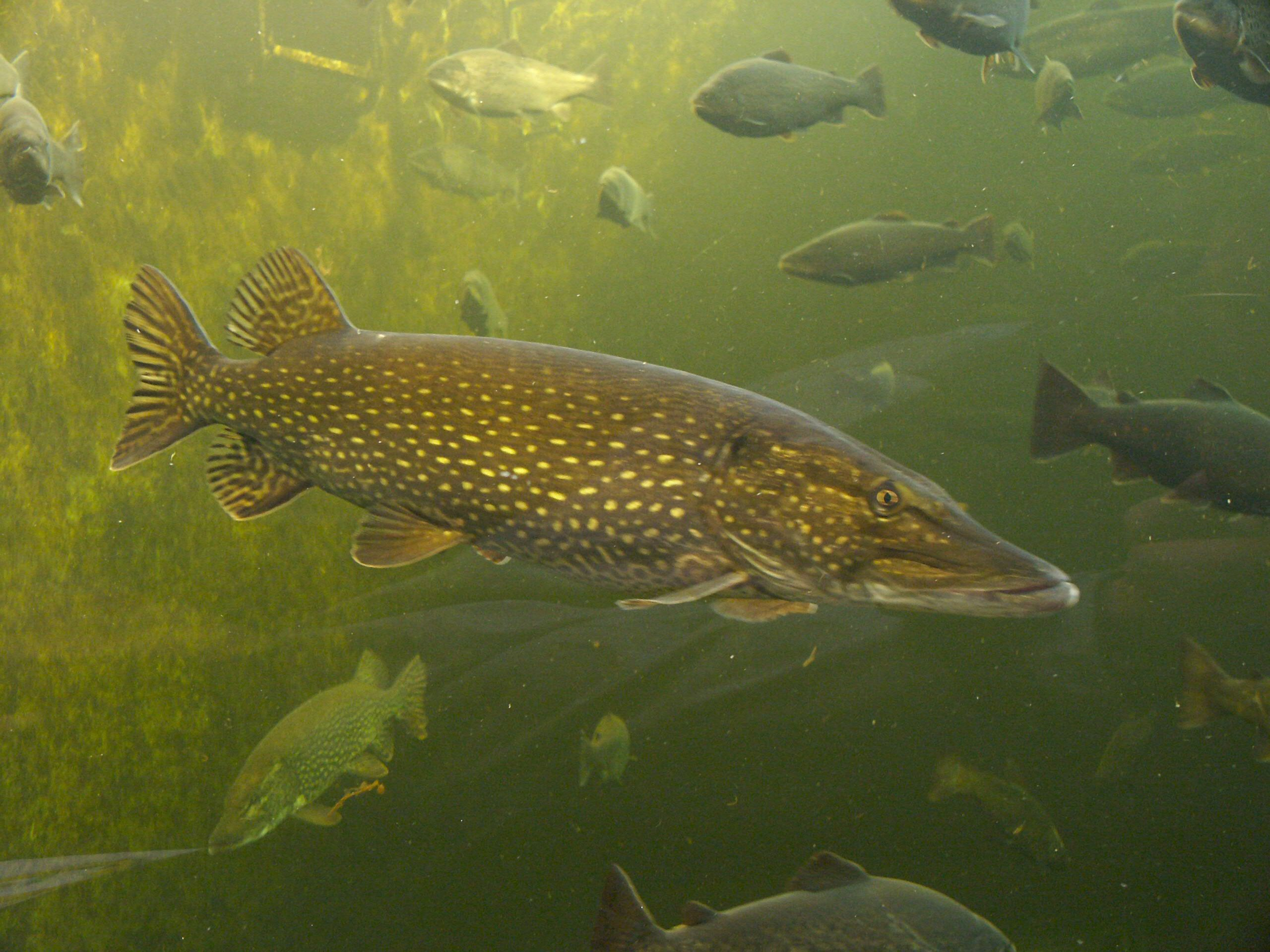
Lluç de riu (Esox lucius)

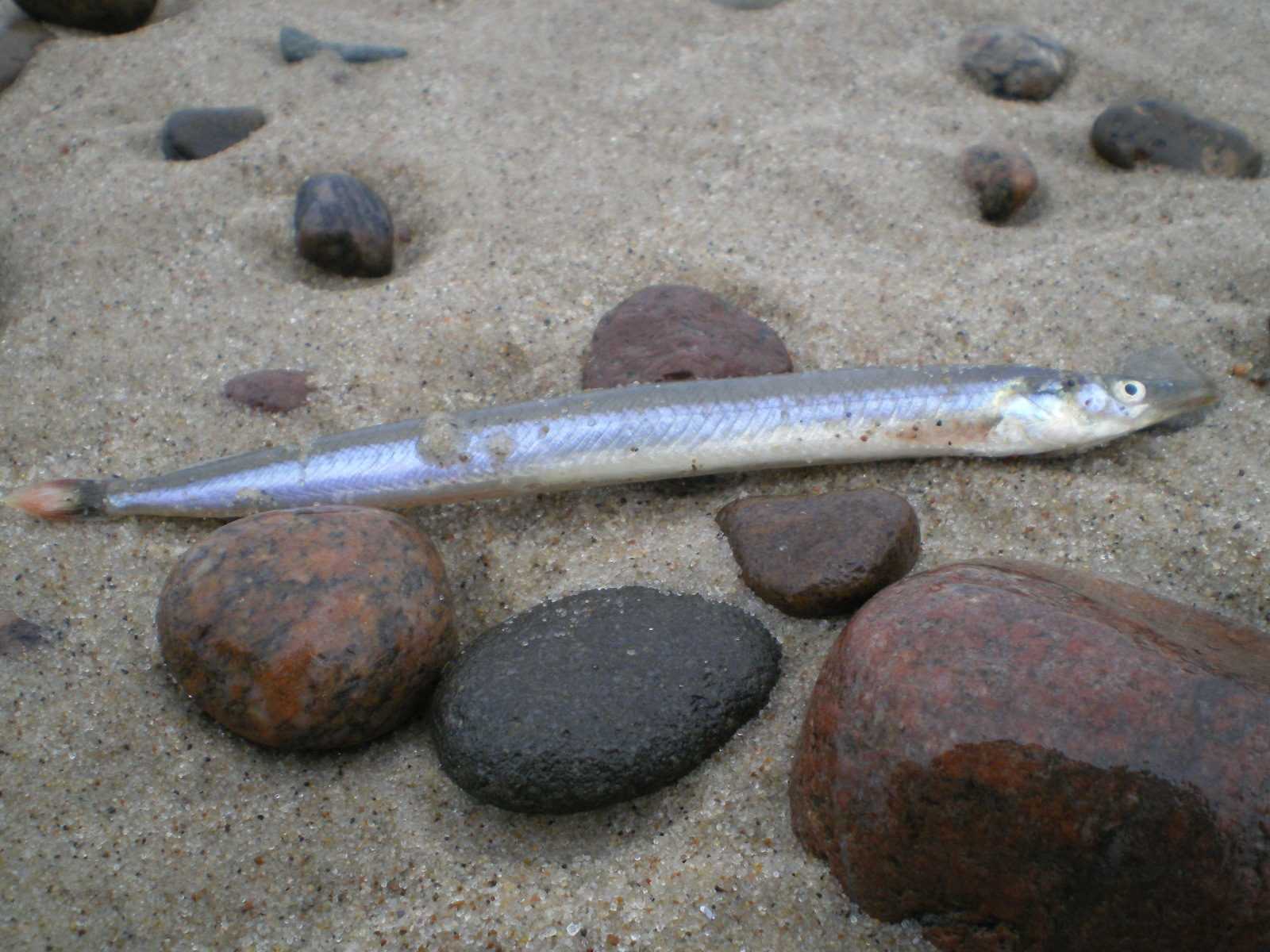
Trencavits (Ammodytes tobianus)

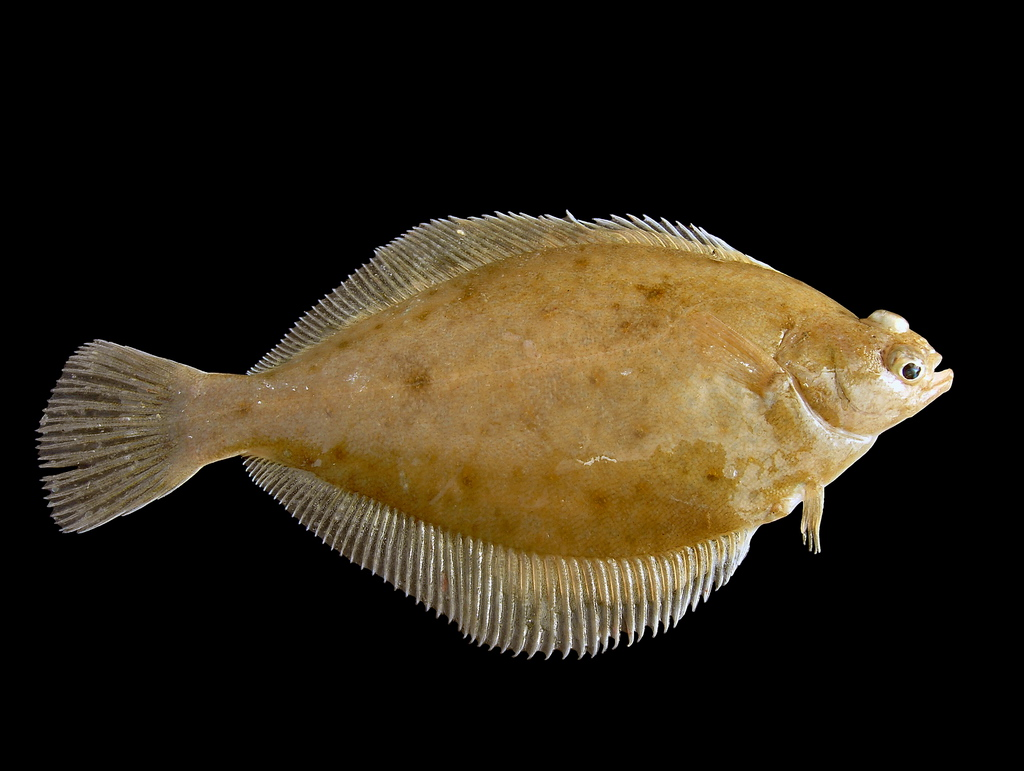
Limanda (Limanda limanda)

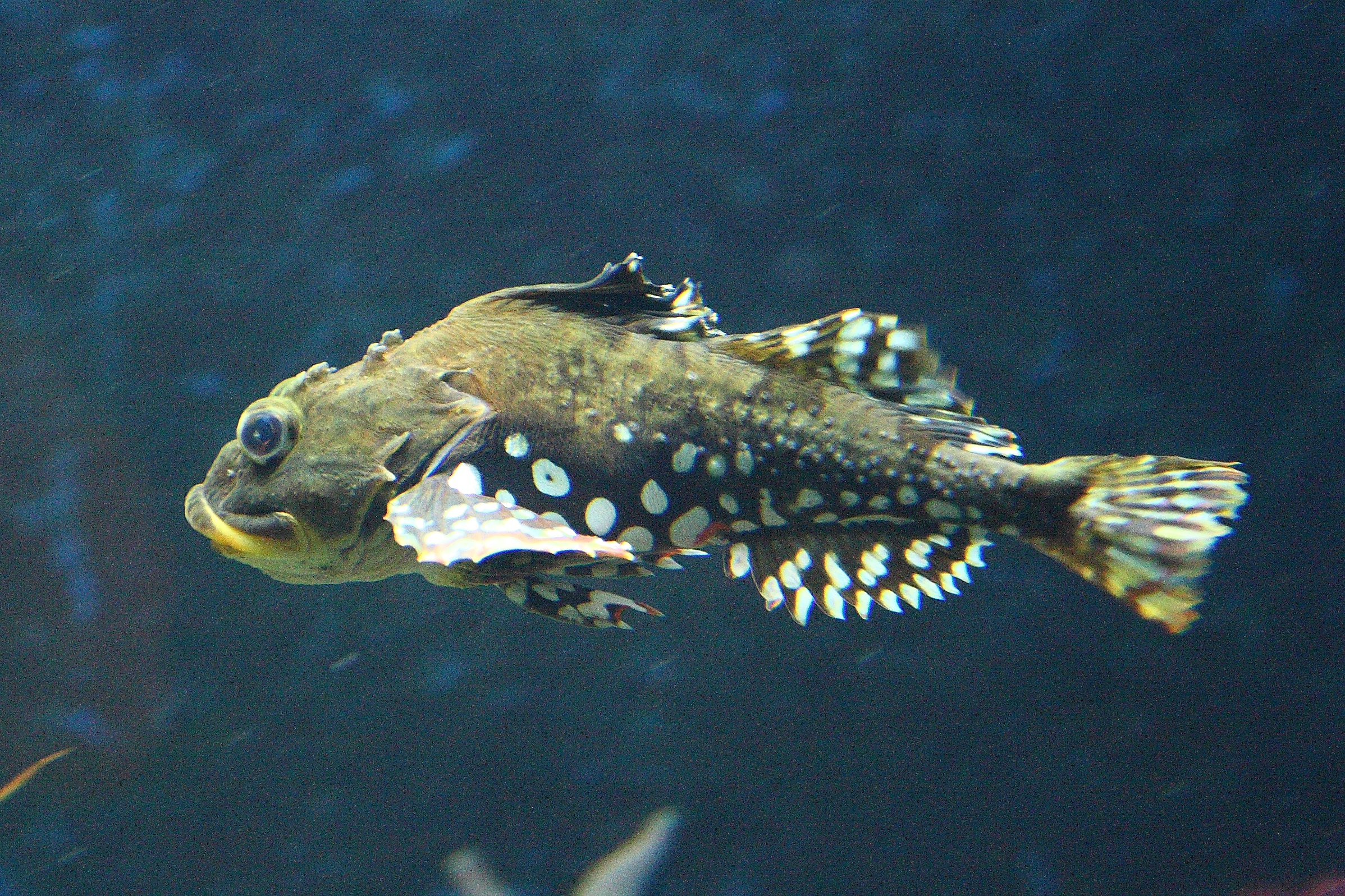
Escorpí de mar d'espines curtes (Myoxocephalus scorpius)

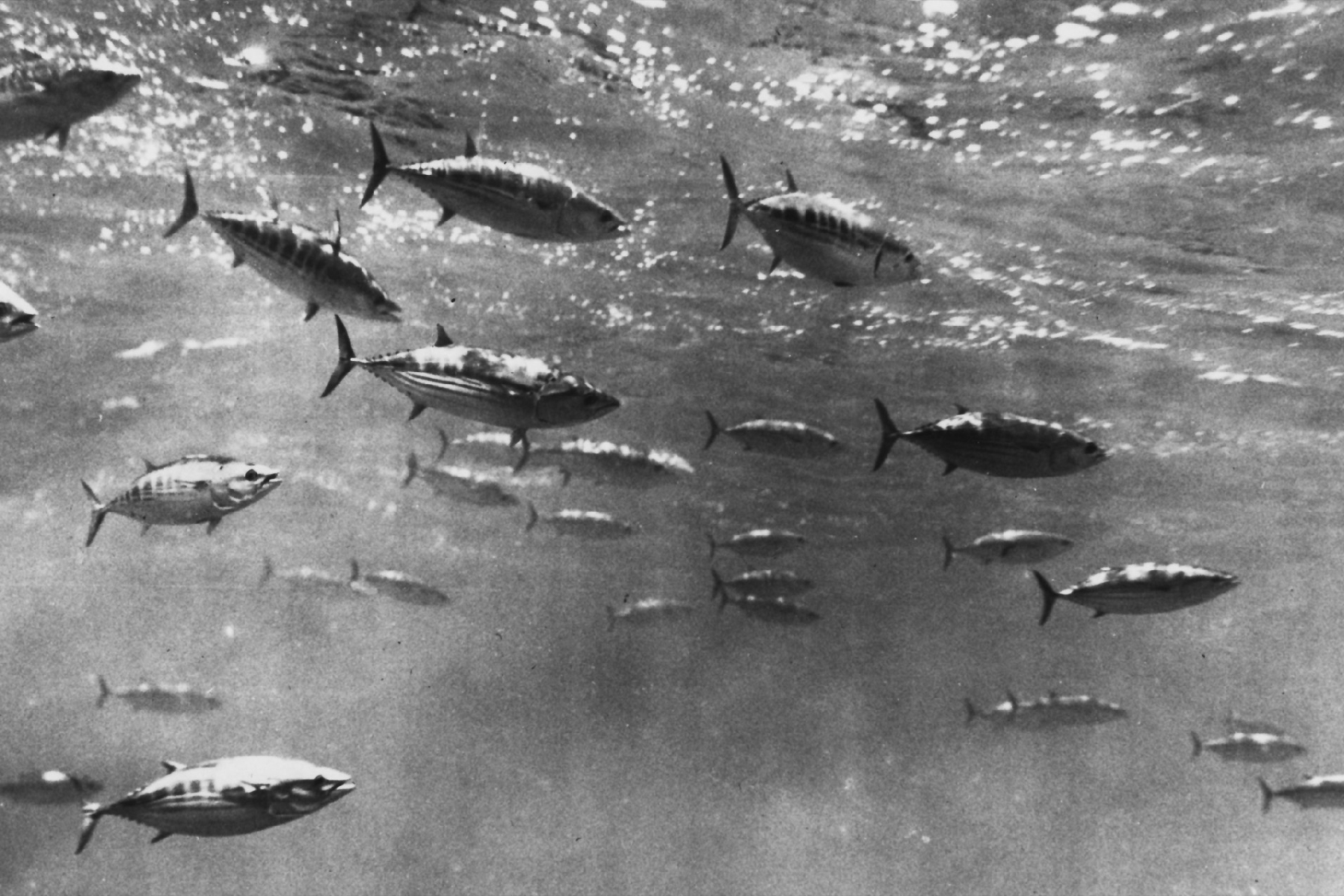
Bonítol ratllat (Katsuwonus pelamis)

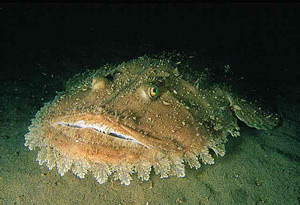
Rap vermell (Lophius budegassa)

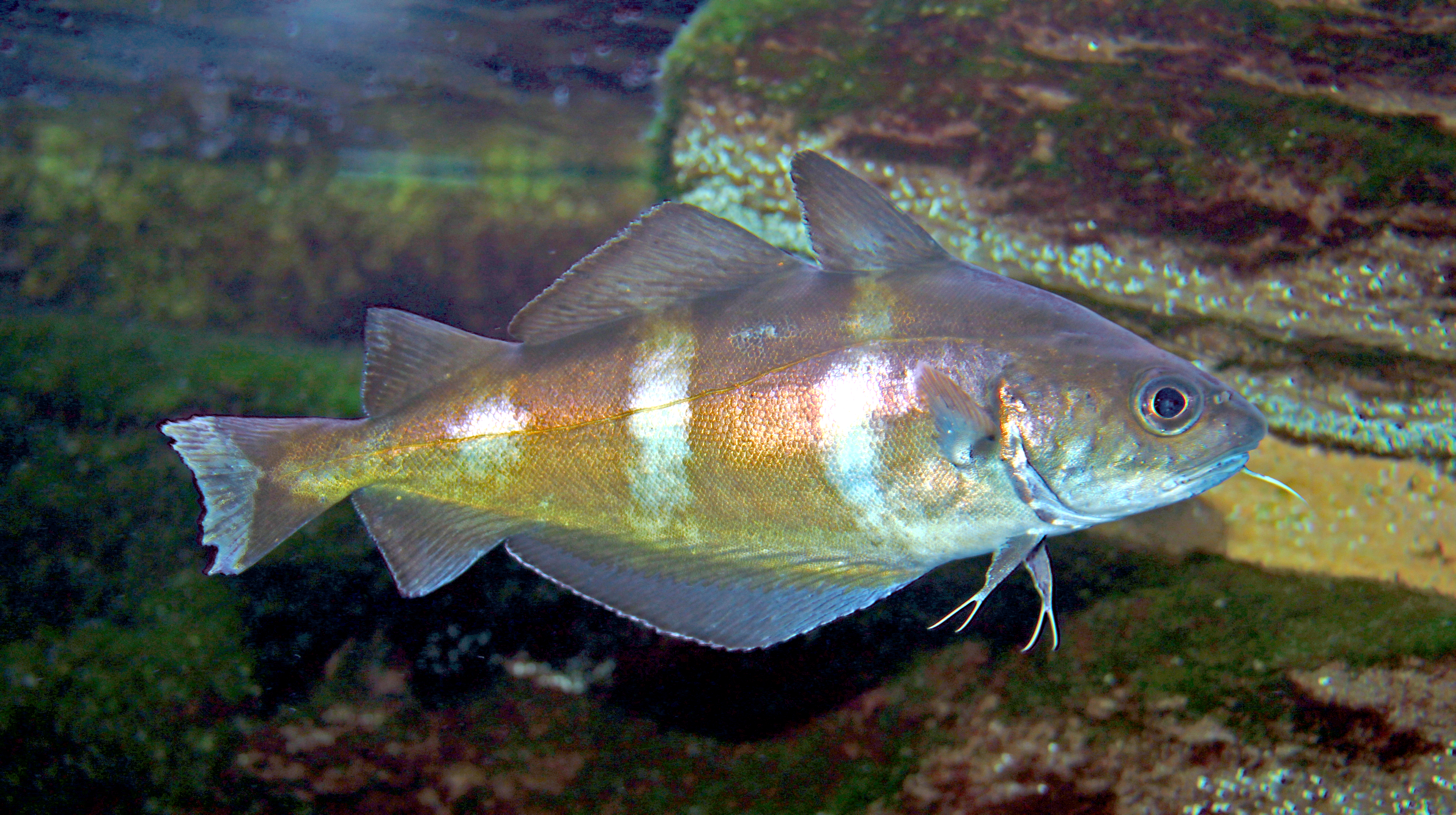
Mòllera fosca (Trisopterus luscus)

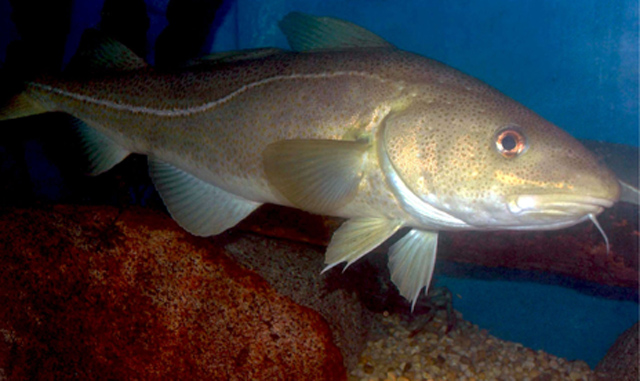
Bacallà de l'Atlàntic (Gadus morhua)

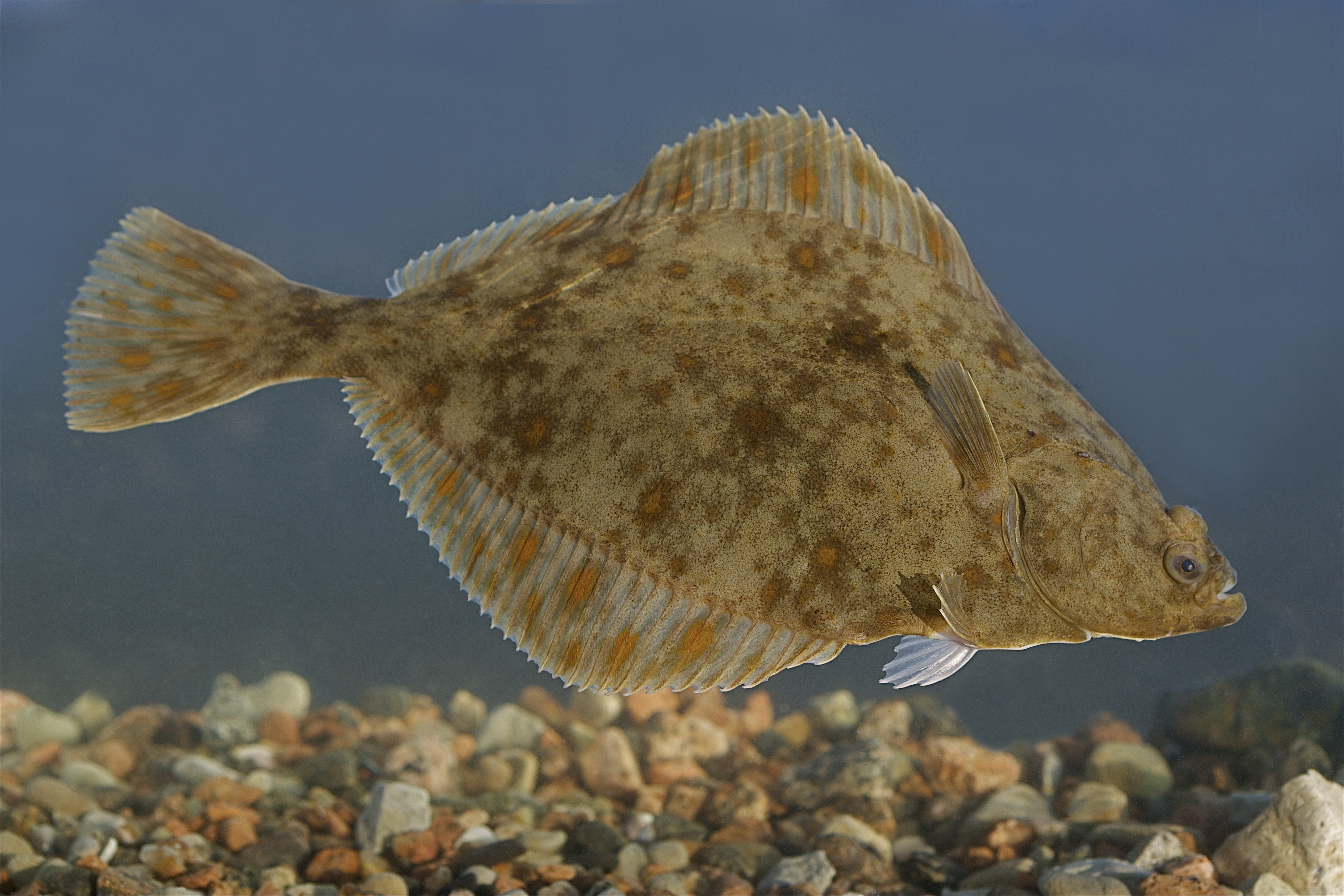
Rèmol de riu (Platichthys flesus)

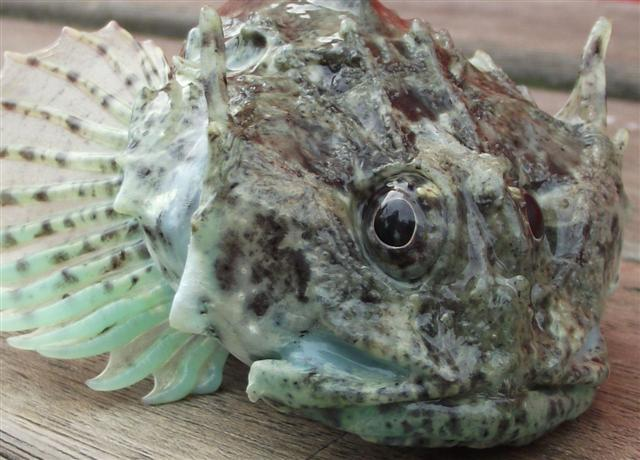
Escorpí de mar d'espines llargues (Taurulus bubalis)

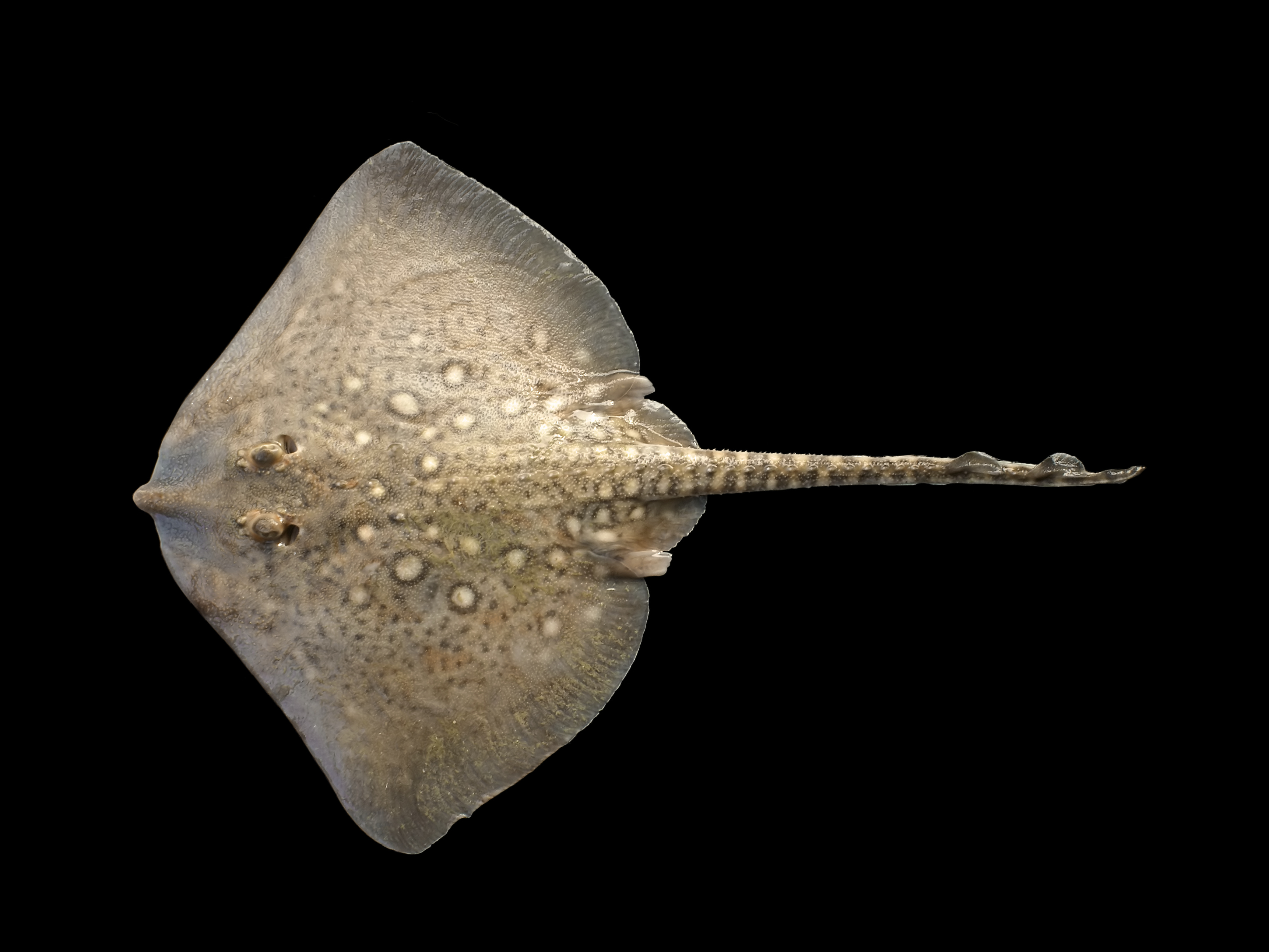
Clavellada (Raja clavata)

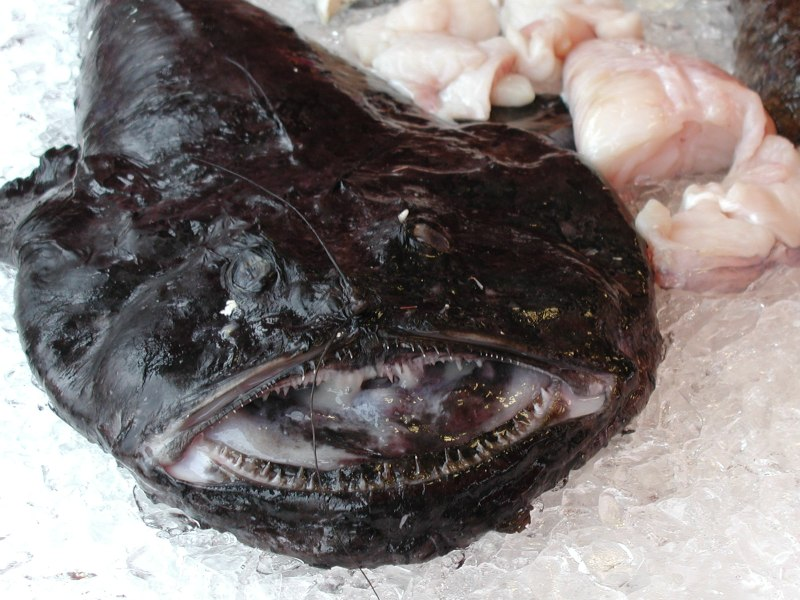
Rap (Lophius piscatorius)

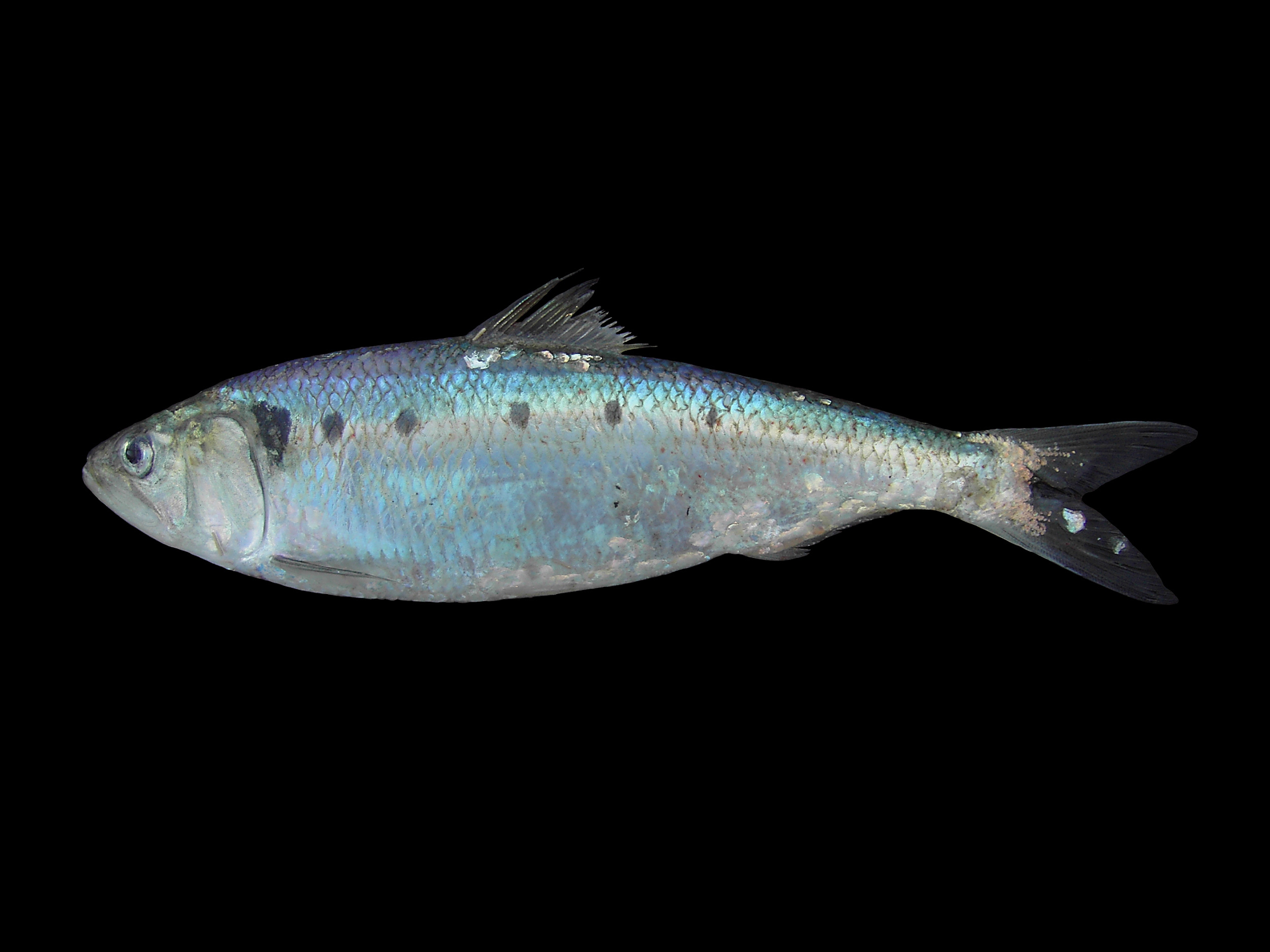
Alosa fallax

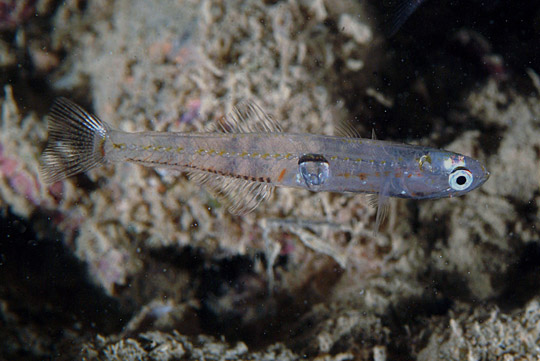
Xanguet (Aphia minuta)

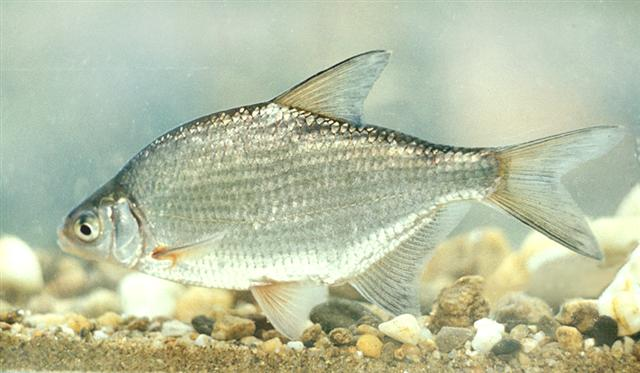
Blicca bjoerkna

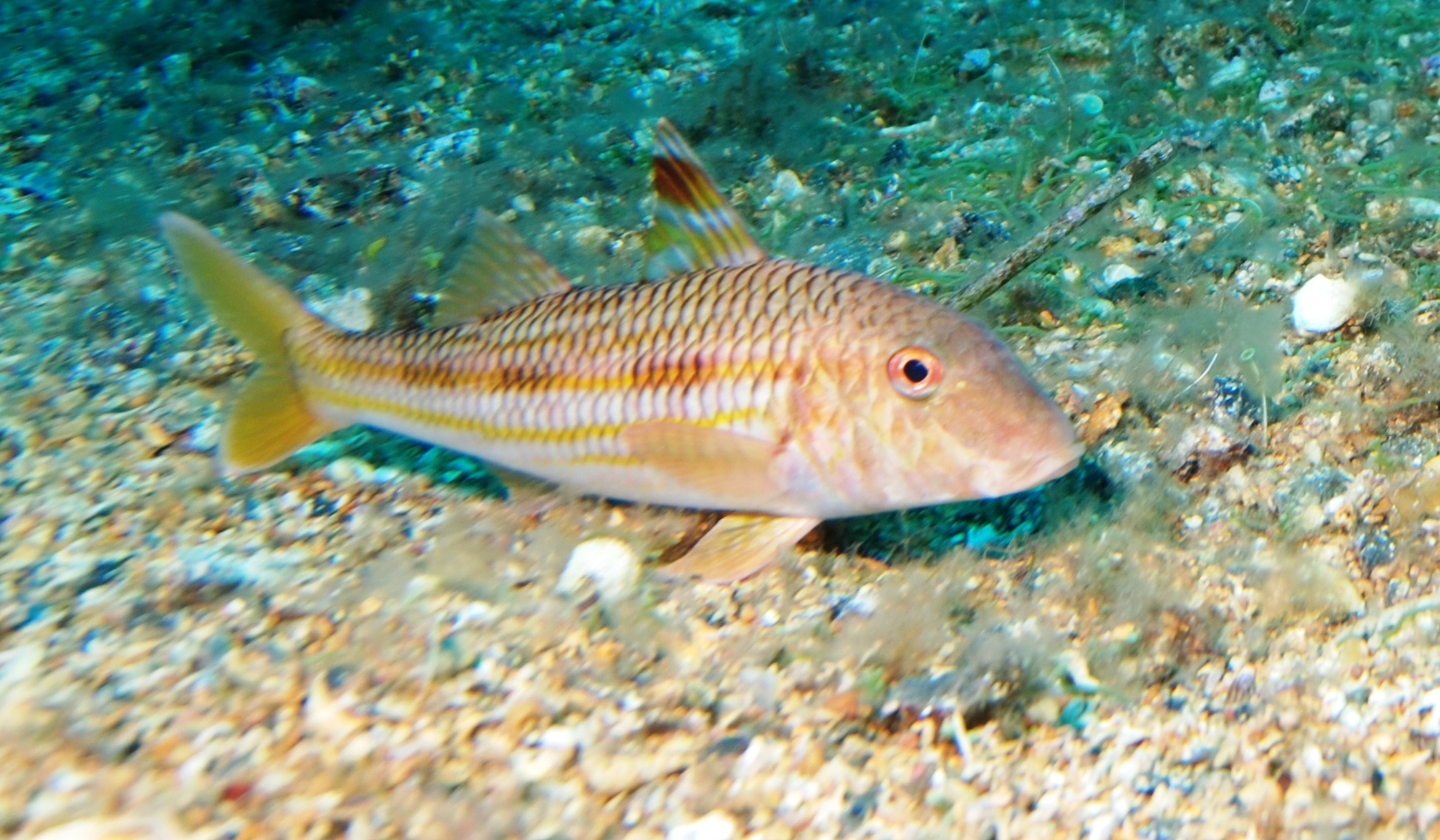
Moll de roca (Mullus surmuletus)

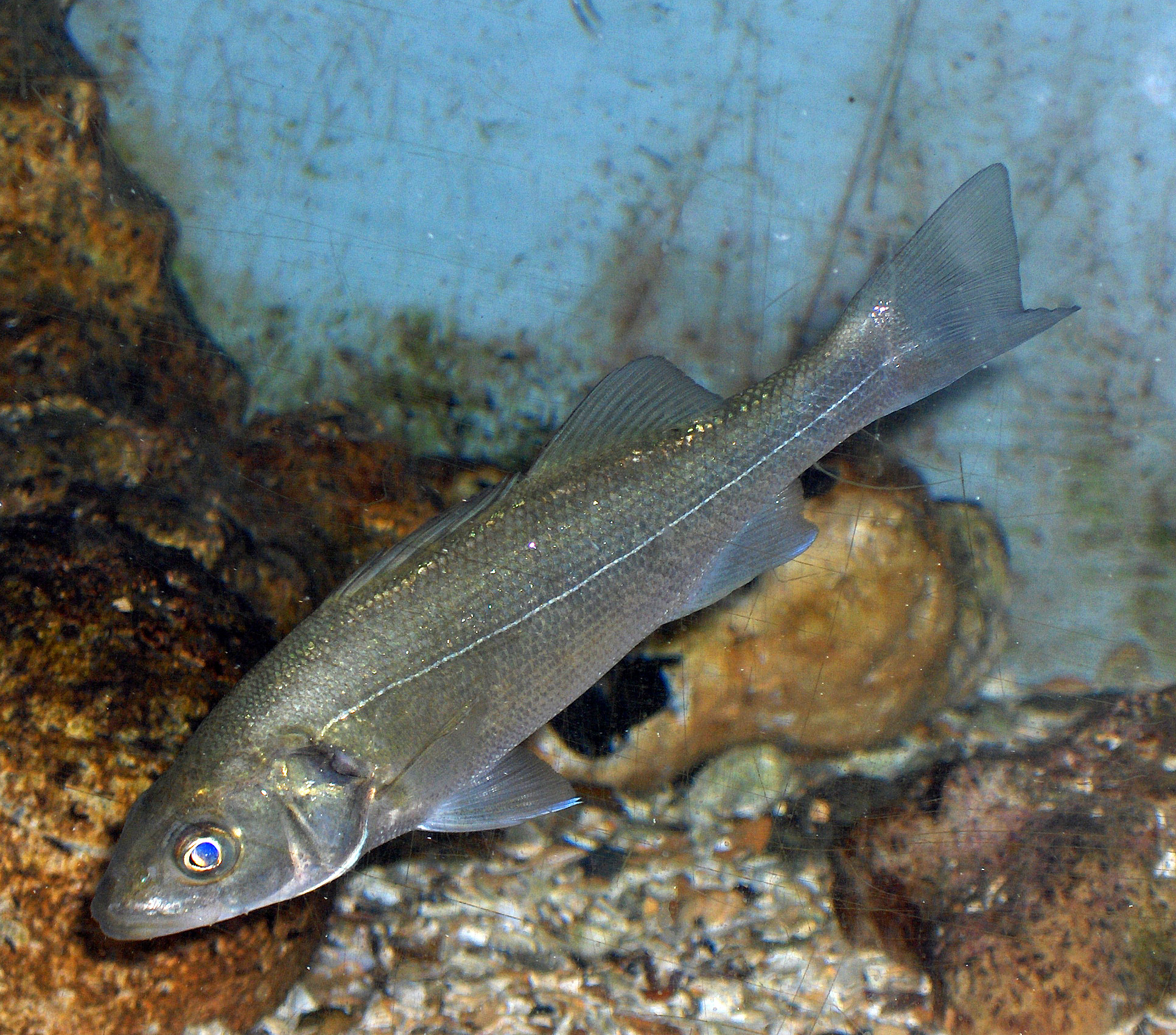
Llobarro (Dicentrarchus labrax)

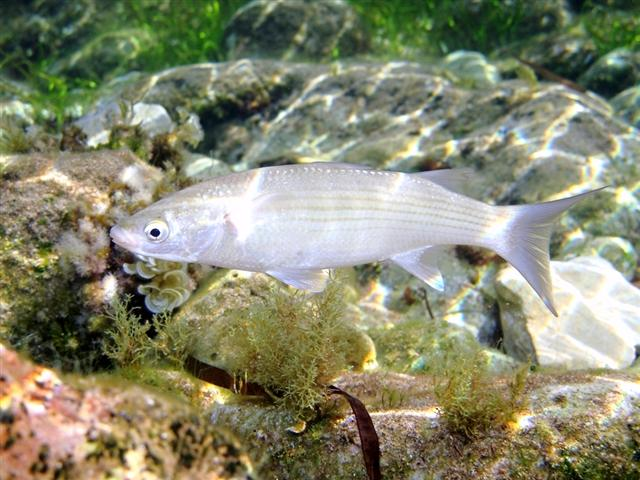
Llissa vera (Chelon labrosus)

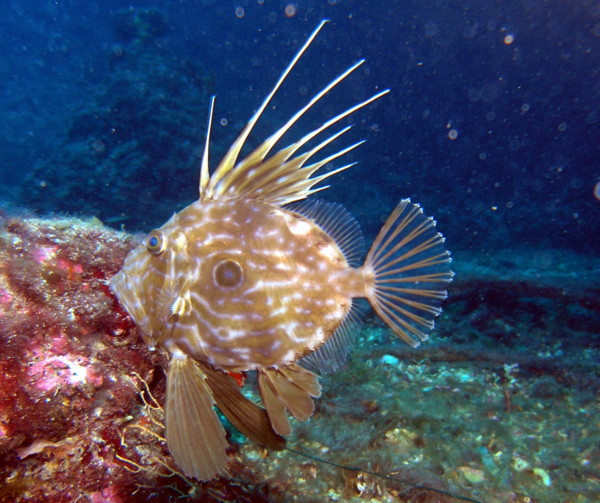
Gall de Sant Pere (Zeus faber)

Aquesta llista de peixos d'Alemanya inclou 242 espècies de peixos que es poden trobar a Alemanya ordenades per l'ordre alfabètic de llur nom científic.

## A
- Abramis brama
- Acantholabrus palloni
- Acipenser baerii
- Acipenser ruthenus
- Agonus cataphractus
- Alburnoides bipunctatus
- Alburnus alburnus
- Alburnus chalcoides
- Alburnus mento
- Alosa fallax
- Amblyraja radiata
- Ameiurus melas
- Ameiurus nebulosus
- Ammodytes marinus
- Ammodytes tobianus
- Anarhichas lupus
- Anguilla anguilla
- Aphia minuta
- Argyrosomus regius
- Arnoglossus laterna
- Atherina presbyter

## B
- Babka gymnotrachelus
- Ballerus ballerus
- Ballerus sapa
- Barbatula barbatula
- Barbus barbus
- Belone belone
- Blicca bjoerkna
- Boops boops
- Brama brama
- Buglossidium luteum

## C
- Callionymus lyra
- Callionymus maculatus
- Callionymus reticulatus
- Carassius auratus
- Carassius carassius
- Carassius gibelio
- Centrolabrus exoletus
- Cetorhinus maximus
- Chelidonichthys lucerna
- Chelon labrosus
- Chimaera monstrosa
- Chirolophis ascanii
- Chondrostoma nasus
- Ciliata mustela
- Ciliata septentrionalis
- Clupea harengus
- Cobitis taenia
- Conger conger
- Coregonus albula[1]
- Coregonus arenicolus
- Coregonus bavaricus
- Coregonus fontanae[2]
- Coregonus hoferi
- Coregonus holsata
- Coregonus lavaretus
- Coregonus lucinensis
- Coregonus macrophthalmus
- Coregonus maraena
- Coregonus maraenoides
- Coregonus peled
- Coregonus pidschian
- Coregonus renke
- Coregonus wartmanni
- Coregonus widegreni
- Cottunculus microps
- Cottus gobio
- Cottus microstomus
- Cottus perifretum
- Cottus rhenanus
- Crystallogobius linearis
- Ctenolabrus rupestris
- Cyclopterus lumpus
- Cyprinus carpio

## D
- Dalatias licha
- Dasyatis pastinaca
- Dicentrarchus labrax
- Dipturus batis

## E
- Echiichthys vipera
- Echinorhinus brucus
- Echiodon drummondii
- Enchelyopus cimbrius
- Engraulis encrasicolus
- Entelurus aequoreus
- Esox lucius
- Eudontomyzon vladykovi
- Eutrigla gurnardus

## G
- Gadiculus thori
- Gadus morhua
- Gaidropsarus mediterraneus
- Gaidropsarus vulgaris
- Galeorhinus galeus
- Galeus melastomus
- Gasterosteus aculeatus
- Gasterosteus gymnurus
- Glyptocephalus cynoglossus
- Gobio gobio
- Gobio obtusirostris
- Gobius niger
- Gobiusculus flavescens
- Gymnammodytes semisquamatus
- Gymnocephalus ambriaelacus[3]
- Gymnocephalus baloni
- Gymnocephalus cernua
- Gymnocephalus schraetser

## H
- Hexanchus griseus
- Hippocampus hippocampus
- Hippoglossoides platessoides
- Hippoglossus hippoglossus
- Hucho hucho
- Hygophum benoiti
- Hyperoplus lanceolatus
- Hypophthalmichthys molitrix

## K
- Katsuwonus pelamis

## L
- Labrus bergylta
- Labrus mixtus
- Lamna nasus
- Lampetra fluviatilis
- Lampetra planeri
- Lepidorhombus whiffiagonis
- Lepomis gibbosus
- Leucaspius delineatus
- Leuciscus aspius
- Leuciscus idus
- Leuciscus leuciscus
- Leucoraja fullonica
- Limanda limanda
- Liparis liparis
- Liparis montagui
- Lipophrys pholis
- Liza aurata
- Liza ramada
- Lophius budegassa
- Lophius piscatorius
- Lota lota
- Lumpenus lampretaeformis

## M
- Melanogrammus aeglefinus
- Merlangius merlangus
- Merluccius merluccius
- Micrenophrys lilljeborgii
- Micromesistius poutassou
- Microstomus kitt
- Misgurnus anguillicaudatus
- Misgurnus fossilis
- Mola mola
- Molva molva
- Mullus barbatus barbatus
- Mullus surmuletus
- Mustelus asterias
- Myoxocephalus quadricornis
- Myoxocephalus scorpius
- Myxine glutinosa

## N
- Neogobius melanostomus
- Nerophis lumbriciformis
- Nerophis ophidion

## O
- Oncorhynchus mykiss
- Orcynopsis unicolor
- Osmerus eperlanus

## P
- Pagellus bogaraveo
- Pelecus cultratus
- Perca fluviatilis
- Petromyzon marinus
- Pholis gunnellus
- Phoxinus phoxinus
- Phrynorhombus norvegicus
- Phycis blennoides
- Platichthys flesus
- Pleuronectes platessa
- Pollachius pollachius
- Pollachius virens
- Pomatoschistus lozanoi
- Pomatoschistus microps
- Pomatoschistus minutus
- Pomatoschistus pictus
- Ponticola kessleri
- Proterorhinus marmoratus
- Proterorhinus semilunaris
- Pseudorasbora parva
- Pterycombus brama
- Pungitius laevis
- Pungitius pungitius

## R
- Raja clavata
- Raja montagui
- Raniceps raninus
- Remora remora
- Rhodeus amarus
- Romanogobio belingi
- Rutilus meidingeri
- Rutilus rutilus

## S
- Salmo salar
- Salmo trutta
- Salvelinus alpinus alpinus
- Salvelinus evasus[4]
- Salvelinus fontinalis
- Salvelinus profundus
- Salvelinus umbla
- Sander lucioperca
- Sarda sarda
- Sardina pilchardus
- Scardinius erythrophthalmus
- Scomber scombrus
- Scomberesox saurus
- Scophthalmus maximus
- Scophthalmus rhombus
- Scyliorhinus canicula
- Scyliorhinus stellaris
- Silurus glanis
- Solea solea
- Somniosus microcephalus
- Spinachia spinachia
- Spondyliosoma cantharus
- Sprattus sprattus
- Squalius cephalus
- Squalus acanthias
- Squatina squatina
- Symphodus melops
- Syngnathus acus
- Syngnathus rostellatus
- Syngnathus typhle

## T
- Taractes asper
- Taractichthys longipinnis
- Taurulus bubalis
- Telestes souffia
- Thorogobius ephippiatus
- Thunnus thynnus
- Thymallus thymallus
- Tinca tinca
- Trachinotus ovatus
- Trachinus draco
- Trachurus trachurus
- Trisopterus esmarkii
- Trisopterus luscus
- Trisopterus minutus

## U
- Umbra krameri
- Umbra pygmaea

## V
- Vimba vimba

## X
- Xiphias gladius

## Z
- Zeugopterus punctatus
- Zeus faber
- Zingel streber
- Zingel zingel
- Zoarces viviparus[5]